# Havana D'Primera
Havana D'Primera es una banda cubana fundada por Alexander Abreu el 4 de octubre de 2007, fecha en la que realizaron su primera presentación en vivo, en el Cabaret Turquino del Hotel Habana Libre en La Habana. 

## Composición
La banda se compone de un colectivo de músicos de alto nivel en la escena de música cubana con un total de 16 miembros.
Desde su concepción ha logrado éxito internacional e incluso actuó para Beyonce y Jay-Z cuando la pareja visitó La Habana en 2013.
El cantante y compositor principal, Alexander Abreu, ha recibido varios premios por su carrera artística: Mejor Trompetista de Timba en el año 2000 por la influyente web www.timba.com y el Mejor Álbum Folklórico para el álbum La Rumba Soy Yo, en los Premios Grammy Latino de 2001. En este álbum participó como uno de los músicos principales.

## Obras
Desde su fundación, la banda ha lanzado cinco álbumes de estudio y un álbum en vivo. 
| Título                 | Modalidad | Tipografía       | Fecha de lanzamiento | Sello discográfico |
| ---------------------- | --------- | ---------------- | -------------------- | ------------------ |
| Haciendo Historia      | CD        | Álbum de estudio | 2009                 | EGREM              |
| Pasaporte              | CD        | Álbum de estudio | 2013                 | Páfata             |
| La Vuelta al Mundo     | CD        | Álbum de estudio | 2015                 | Páfata             |
| Haciendo Historia LIVE | CD/DVD    | Álbum en vivo    | 2016                 | Unicornio          |
| Cantor del Pueblo      | CD        | Álbum de estudio | 2018                 | Páfata             |
| Será Que Se Acabó      | CD        | Álbum de estudio | 2021                 | Páfata & Unicornio |

| Título                            | Fecha | Sello discográfico |
| --------------------------------- | ----- | ------------------ |
| Me Dicen Cuba / Rosa La Peligrosa | 2013  | Páfata             |
| Trece (Remix)                     | 2015  | Páfata             |
| Entre lo Bueno y lo Malo          | 2018  | Páfata             |
| Energías Oscuras (Bachata)        | 2020  | Páfata             |
| Quiero Verte Otra Vez             | 2020  | Páfata             |
| Raza                              | 2020  | Páfata & EGREM     |
| Raza Remix                        | 2020  | Páfata & EGREM     |
| Aventura Loca                     | 2020  | Páfata & Unicornio |
| Más Rollo Que Película            | 2020  | Páfata & Unicornio |
| Azowano                           | 2021  | Páfata             |

## Historial
Su primer álbum Haciendo Historia obtuvo el premio de “Mejor Álbum Debut” en la gala Cubadisco 2010.
Su primer lanzamiento para el sello discográfico Páfata Productions, Pasaporte, recibió reseñas favorables de la prensa internacional y fue votado como uno de los mejores álbumes latinos del año por los oyentes de NPR. Fue nombrado por Los Angeles Times como uno de los 10 Mejores Álbumes de Música Latina de la época. Además, fue galardonado con el premio al “Mejor Álbum de Música Popular Bailable” en los premios Cubadisco 2013 y obtuvo el premio a “Mejor Video Coreográfico” en los Premios Lucas 2012 con el videoclip de la canción Al Final de la Vida.
La Vuelta al Mundo obtuvo los premios de “Mejor Álbum de Música Popular Bailable” y “Gran Premio” en Cubadisco 2015, así como el de “Mejor Video de Música Popular Bailable” en los Premios Lucas 2016 al videoclip de la canción La vuelta al mundo. Igualmente, el videoclip de la canción Me Dicen Cuba obtuvo "Premio Especial" en dicha gala de los Lucas. 
Cantor del Pueblo obtuvo el premio de “Mejor Video de Música Popular Bailable” en los Premios Lucas 2019 y además aseguró una nominación como “Mejor Álbum de Salsa” en los Premios Grammy Latinos 2018.
El sencillo Quiero Verte Otra Vez obtuvo el Premio Especial en la gala de los Premios Lucas en el 2020 y además fue catalogado por el periódico francés “Le Monde” como una de las canciones favoritas de la música latina. 
Por último, Havana D'Primera lanzó el disco "Será Que Se Acabó" (2021/Páfata & Unicornio) como un homenaje a la música popular cubana de los años 80 y 90. Este fonograma ganó el Gran Premio Cubadisco 2022 y también obtuvo dos premios en las categorías Música de baile y Diseño de sonido.